# Montaverner
Montaverner település Spanyolországban, Valencia tartományban.  Lakosainak száma 1626 fő (2024).

## Népesség
A település népessége az utóbbi években az alábbiak szerint változott:
| Lakosok száma | 1684 | 1748 | 1833 | 1824 | 1815 | 1708 | 1666 | 1630 | 1627 | 1626 |
|               | 2001 | 2004 | 2007 | 2009 | 2012 | 2014 | 2017 | 2019 | 2022 | 2024 |